# Johan Daniel Böritz
Johan Daniel Böritz, född 1707, död 31 augusti 1765 i Jakob och Johannes församling, Stockholm, var en svensk violinist och hovtrumpetare i Stockholm.

## Biografi
Johan Daniel Böritz föddes 1707. Han spelade trumpet och arbetade som hovtrumpetare. Saulitz medverkade vid rikshögtidligheterna 1751. Han avled 1765.